# Burg Blankena
Die Burg Blankena (auch: castrum blankena) war eine mittelalterliche Burg im ostwestfälischen Bünde, die nur noch als Bodendenkmal erhalten ist.
Ihr genauer Standort ist unbekannt, wird aber nördlich der Else zwischen Ahle und Werfen vermutet. Die Burg Blankena stammt möglicherweise aus dem 12. Jahrhundert und könnte, wahrscheinlich von einem Wassergraben umgeben, auf einem Hügel (Motte) gestanden haben. 
2008 unternahm Frank Siegmund von der Universität Basel zusammen mit einem Mitarbeiter des Landschaftsverbandes Westfalen-Lippe den Versuch, die Reste der Burg mit einem Magnetometer zu lokalisieren. Der Suchort in Gemarkung Blankena wurde auf Basis alter Karten eingeschränkt. Diese Karten zeigen die vermutlichen Grundmauern der Burg. Die Ergebnisse dieser Untersuchung sind bisher nicht veröffentlicht.
In Bünde erinnern die Blankener Straße sowie der Flurname Blankena an die historische Burganlage.